# ظافر الرفاعي
ظافر الرفاعي احد سياسي سوريا ولد سنة (1908م–1974/4/9) ولد في حي البياضة بمدينة حلب 1908م تلقى علومه في مدرسة التجهيز.
سنة (1926م) قاد المظاهرة مع
عدد كبير من رفاقه من الجامع الأموي حتى السراي للإعلان عن رغبة الأمة مقاطعة الانتخابات التي أعلنها الاحتلال الفرنسي، وقد أطلقت السلطات
العسكرية مدافعها الرشاشة على المتظاهرين واستمر بالمظاهرة بثبات ورباطة جأش، فطورد من قبل سلطات الاحتلال مما اضطره الفرار إلى تركيا ومنها إلى ألمانيا.

## البداية
خريخ كلية الحقوق في جامعة نانسي فرنسا وحاز على شهادة الليسانس وشهادة دكتوراه دولة في الحقوق سنة (1933م) من جامعة ناسسي.
عاد إلى مدينة حلب سنة 1934م ليمارس المحاماة وانتسب إلى نقابة المحامين.
عين قائم مقام في مدينة القامشلي وجسر الشغور والنبك خلال الفترة 1934 – 1936وبالإضافة إلى عمله في فقد استمر بالعمل الوطني والسياسي، فكان من ضمن من عمل مع الكتلة
الوطنية سنة 1934م، وأسس الحزب العربي القومي مع بعض رفاقه في حركة التحريرالعربية كما أسس "النادي الثقافي العربي في حلب" هو نادي ثقافي اجتماعي.

## الحرب العالمية الثانية
```
طورد من قبل السلطات المحتلة مما اضطره إلى مغادرة البلاد إلى تركيا ومنها إلى ألمانيا. وفي عام 1941
```

ألف مع رشيد عالي الكيلاني والحاج أمين الحسيني وبقية من رفاقهم جمعية للدفاع عن الحقوق العربية في برلين والتي كانت تهدف إلى تحرير البلاد العربية من نير
الدول المستعمرة، وبعد دخول الحلفاء إلى تركيا اعتقل في برلين، ونقل إلى بلجيكا حيث سجن في
مدينة بروكسل.
تدخل نقيب المحامين في حلب آن ذاك الأستاذ رشيد الخياط وطلب من نقابة المحامين في بروكسل تولي الدفاع عنه، وبالفعل برأت محكمة بروكسل ساحة الدكتور ظافر الرفاعي
وردت عنه التهم الباطلة التي حاولوا إلصاقها به، واعتبر ما قام به من أعمال في برلين هي أعمال وطنية الهدف منها مقاومة السلطة المحتلة لوطنه، وتحريرها من الاستعمار الفرنسي.

## الحياة السياسية
عاد إلى مدينة حلب بعد أن تركها لمدة خمسة أعوام، واستقبل بحفاوة جماهيرية وقد نشر
الحزب العربي القومي تفاصيل عودته إلى بلده حلب، بنشرة أصدراها الحزب.أسندت
إليه مهام وزارة الخارجية في حكومة فوزي سلو بتاريخ 3 كانون الأول 1951
وحكومته الثانية بتاريخ 7 حزيران 1952ولغاية 11تموز 1953.
وفي عام 1952 ترأس الدكتور ظافر الوفد
السوري للجمعية العمومية في الأمم المتحدة بمدينة نيويورك باعتباره وزيراً للخارجية السورية، وقد عمدت كل من الولايات
المتحدة وبريطانيا وفرنسا وغيرهم من الدول، تقديم
مشروع يلغى القرار 194 ( الذي أصدرته الجمعية العمومية للأمم المتحدة بشأن مستقبل الفلسطينيين وحق العودة وتقديم العون من وكالات الإغاثة في الأمم
المتحدة للاجئين الفلسطينيين). وقد نجح المشروع الأميركي الغربي في اللجنة الأولى بالتصويت على إلغاء
القرار 194، و كان على وشك النجاح في إلغاء هذا القرار في الجمعية العمومية التي تحتاج
إلى ثلثي تصويت الأعضاء.فاجتمع الوفد السوري برئاسة الدكتورظافر لتداول الموضوع وتم الاتفاق على الاتصال بالمندوب الدائم للاتحاد السوفيتي لإقناعه بالعدول عن التصويت لهذا القرار ،بعد أن صوتوا له في اللجنة السياسية الأولى.وتم الاجتماع بالمندوب الدائم للاتحاد السوفيتي بحضور كلا من
الدكتور ظافر والدكتور فريد زين الدين سفير سورية والسيد أديب الداوودي والسيدغالب الكيالي سكرتير الوزير والسيد أحمد الشقيري، وتم الاتفاق في ذلك الاجتماع بأن
تتحول السياسة الخارجية السورية للتعامل بشكل إيجابي مع الإتحاد السوفيتي، ومنها
شراء الأسلحة، فوعد المندوب السوفيتي بأن يتصل بحكومته للحصول على الموافقة لتغيير
تصويت الكتلة السوفيتية في الجمعية العمومية . و هذا ما تم بالفعل و فشل المشروع الأميركي
الغربي.مثل الحكومة السورية في حفل تتويج الملكة اليزابت الثانية.عاد
لممارسة مهنة المحاماة في مدينة حلب، وفي سنة 1958 لبى رغبة الأخوة العرب في المملكة العربية السعودية ليساهم في نهضتها فعمل كمستشار للملك سعود ثم انضم إلى
هيئة كبار المستشارين في الديوان الملكي الأمانة العامة لمجلس الوزراء السعودي في عهد الملك فيصل بن عبد العزيز.

## الوفاة
توفي في مدينة الرياض في السادس من نيسان عام 1974 ونقل جثمانه إلى مسقط رأسه في مدينة حلب
ودفن بتاريخ 1974/4/9 في مقبرة الصالحين.